# Stadio Dino Manuzzi
Stadio Dino Manuzzi este un stadion de fotbal din Cesena, Italia care găzduiește meciurile de acasă ale echipei AC Cesena.